# Jean-Louis Pierdait
Dom Jean Louis Pierdait, O.S.B, est un prélat, philosophe et enseignant français né à Châtillon-en-Bazois le 27 janvier 1857 et mort à l'abbaye de Saint-Wandrille, le 24 décembre 1942. Il a succédé à dom Joseph Pothier, le restaurateur du chant grégorien, comme abbé bénédictin de Saint-Wandrille et a ramené la communauté des moines, exilée en Belgique depuis la loi de 1901 contre les congrégations religieuses, au lieu de leur abbaye où ils demeurent encore aujourd'hui.

## Biographie
Après avoir fréquenté le Petit séminaire de Pignelin (près de Nevers), Dom Pierdait étudie la philosophie au Grand séminaire de Nevers, et commence son analyse de la Somme théologique de Thomas d'Aquin, dont il fera l'essentiel de sa doctrine.
Le 2 août 1877, il quitte son diocèse d'origine et demande son admission au noviciat de l'abbaye de Solesmes où il prononce ses vœux le 29 avril 1879. Le père Pierdait entreprend une carrière d'enseignement et commente les Épîtres de Paul de Tarse. 
En 1880, un vague d'anticléricalisme se dirige contre les religieux. À la suite des lois qui interdisent l'enseignement aux congrégations catholiques non autorisées, le sous-préfet de La Flèche notifie leur expulsion aux moines de Solesmes, ce qui donne lieu à des scènes de violence avec les gendarmes. 
Les religieux, contraints de trouver refuge à l'étranger, acquièrent l'abbaye de Silos (près de Burgos) en Espagne. En 1894, Dom Pierdait y organise les études et devient prieur claustral. 
Il écrit à cette époque des articles en espagnol dans le Boletín de Silos et dans la Revista ecclesiastica, dont une partie seront regroupés, à la demande des prêtres lecteurs dans l'ouvrage "El rezo eclesiástico" (Valladolid 1909), considéré comme l'une des premières œuvres sinon la première œuvre divulgatrice de la liturgie en espagnol (Un nuevo capítulo de la historia de Silos, Card. Rafael Merry de Val, Boletín de la Real Academia de la Historia, tomo CLXXVII, número III, año 1980).
Le 24 avril 1920, les moines de Saint-Wandrille élisent Dom Pierdait coadjuteur de dom Joseph Pothier, lequel, âgé, ne pouvait plus exercer une autorité efficace dans son abbaye et souhaitait l'avoir à ses côtés. Dom Pierdait arrive à Conques (Belgique), où se trouve son nouveau monastère en exil, dans un ancien prieuré aménagé en 1913 (en attente d'une nouvelle construction que l'occupation allemande tout au long de la guerre a empêché de réaliser). Il reçoit la bénédiction abbatiale le 11 juillet 1920 en l'abbaye de Chevetogne (Belgique). Dans les années qui suivent le décès de Dom Pothier, la communauté de Saint-Wandrille peut enfin revenir s'installer en France, au Reray (près de Moulins), puis, lorsque l'abbaye de Saint-Wandrille redevient disponible, les moines peuvent s'y retourner à nouveau, le 26 janvier 1931, après trente ans d'absence.
Dom Pierdait continuer d'y enseigner Thomas d'Aquin, et décède dans la nuit de Noël 1942, peu de temps après avoir célébré son soixantième anniversaire de sacerdoce. 
Sa devise était : Amor et Pax.